# Giuseppe Scolari
Giuseppe Scolari, podle portugalských zdrojů José Solari, (okolo 1720? Vicenza – mezi roky 1770 a 1780?, pravděpodobně Lisabon) byl italský hudební skladatel působící v Portugalsku.

## Život
O životě Giuseppe Scolariho je jen málo informací. Žil několik let v Benátkách a mezi roky 1750 a 1753 v Barceloně. V roce 1768 se usadil v Lisabonu, kde se dochovalo nejvíce jeho rukopisů. Mezi skladateli pocházejícími ze severní Itálie byl průkopníkem neapolské operní školy.

## Dílo
Scolari složil více než čtyřicet oper a za svého života byl velmi ceněn pro své drammi giocosi (radostná dramata). Nejčastěji komponoval na texty Carla Goldoniho.

### Opery
- Il Pandolfo (commedia per musica, 1745, Benátky)
- La fata meravigliosa (dramma giocoso, 1745, Benátky)
- L’olimpiade (dramma per musica, libreto Pietro Metastasio, 1747, Benátky)
- Il vello d’oro (dramma per musica, libreto Giovanni Palazzi, 1749, Benátky)
- Alessandro nell’Indie (dramma per musica, libreto Pietro Metastasio, 1749, Vicenza)
- Il filosofo chimico poeta (dramma giocoso, libreto Antonio Palomba, 1750, Teatre de la Santa Creu, Barcelona)
- Il vecchio avaro (1751, Barcelona)
- Didone abbandonata (libreto Pietro Metastasio, 1752, Barcelona)
- Chi tutto abbraccia nulla stringe (dramma giocoso, libreto Bartolomeo Vitturi, 1753, Benátky)
- Adriano in Siria (dramma per musica, libreto Pietro Metastasio, karneval 1754, Benátky)
- L’avaro schernito (dramma giocoso, 1754, Lugo)
- La cascina (dramma per musica, libreto Carlo Goldoni, 1756, Benátky)
- Cajo Fabrizio (dramma per musica, libreto Apostolo Zeno, 1756, Florencie)
- Statira (dramma per musica, libreto Carlo Goldoni, 1756, Benátky)
- Il conte Caramella (libreto Carlo Goldoni, 1756, Milán)
- L’Andromaca (dramma giocoso, libreto G. M. Viganò, 1757, Lodi)
- Artaserse (dramma per musica, libreto Pietro Metastasio, 1757, Pavia)
- Le nozze (libreto Carlo Goldoni, 1757, Milán)
- Le donne vendicate (libreto Carlo Goldoni, 1757, Milán)
- Rosbale (dramma giocoso, libreto Francesco Silvani, 1757, Padova)
- La conversazione (libreto Carlo Goldoni, 1758, Benátky)
- Il ciarlatano (dramma giocoso, libreto Carlo Goldoni, 1759, Benátky)
- Il finto cavaliere (dramma giocoso, 1760, Modena)
- Lo staffiere finto nobile (operatta comica, 1760, Kodaň)
- L’avaro burlato (dramma giocoso, 1762, Kodaň)
- La buona figliuola maritata (dramma giocoso, libreto von Carlo Goldoni, 1762, Murano)
- Il viaggiatore ridicolo (dramma giocoso, spolupráce Antonio Maria Mazzoni, libreto Carlo Goldoni, 1762, Milán)
- La famiglia in scompiglio (dramma giocoso, 1762, Parma)
- Tamerlano (dramma per musica, 1763, Milán)
- La costanza delle donne (dramma giocoso, 1764, Turín)
- Cajo Mario (dramma per musica, libreto Gaetano Roccaforte, 1765, Milán)
- Il ciarlone (intermezzo, libreto Antonio Palomba, 1765, Milán)
- La schiava riconosciuta (dramma giocoso, spolupráce Niccolò Piccinni, 1765, Bologna)
- La schiava riconosciuta (dramma giocoso, 1766, Benátky)
- La donna stravagante (dramma giocoso, libreto Alcindo Isaurense, 1766, Benátky)
- Antigono (dramma per musica, libreto Pietro Metastasio, 1766, Neapol)
- La Betulia liberata (opera drammatica, 1768, Lisabon)
- Il Bejglierbej di Caramania (dramma giocoso, libreto Girolamo Tonioli, 1771, Lisabon)
- Eponina (dramma per musica, libreto Giovanni Francesco Fattiboni, 1772, Cádiz)
- Alle dame (burletta, 1774, Lisabon)

### Jiná vokální díla
- Serenata a sei voci (1760, Padova)
- Già la morte (aria)
- Sì mora l’audace ( árie pro tenor a orchestra)
- Se al labbro mio non credi (aria pro kontralt)
- En ti espero dueño amado (árie)
- Grandi è ver son le mie pene (árie)
- Různé árie pro soprán a basso continuo
- Canzonetta nuova e geniale per soprano e basso continuo

### Instrumentální hudba
- Ouvertury pro různé nástroje
- Sinfonia in D-dur
- Houslový koncert G-dur
- Sinfonia